# Dragutin Šurbek
Dragutin Šurbek, född 18 augusti 1946 i Zagreb i Socialistiska republiken Kroatien i Jugoslavien, död 15 juli 2018 i Zagreb, var en kroatisk bordtennisspelare och världsmästare i dubbel, och europamästare i singel, dubbel och lag. 
Šurbek spelade sitt första VM 1965 och 1993, 28 år senare, sitt 12:e och sista. Under sin karriär tog han 13 medaljer i bordtennis-VM, varav 2 guld, 2 silver och 9 brons.

## Översikt
Dragutin Šurbek vann 1968 singeltiteln i bordtennis EM i Lyon. Han spelade fyra dubbelfinaler och vann tre av dem (1970, 1982, 1984). 1976 var han med i det jugoslaviska laget som vann lagtävlingen. Han spelade tre VM-finaler i dubbel (två tillsammans med Antun Stipančić och en med Zoran Kalinić) och vann två av dem.
Šurbek var besatt av bordtennis. Som tonåring tränade han officiellt sex timmar per dag men det tyckte han var för lite så han och en kamrat smet in genom ett fönster på träningslokalen på natten för att få mer träning. Šurbek var en offensiv spelare som använde mycket Topspin för att förbereda för ett hårt avgörande slag. I början av sin karriär spelade han för det jugoslaviska landslaget. Under de sista åren av sin karriär spelade han tillsammans med sin son för det kroatiska landslaget. 
I Jugoslavien spelade han för TTC Postar Zagreb och GSTK VJESNIK Zagreb. Från 1977 och några år framåt spelade han i tyska Bundesliga (TTC Calw, 1980-1982 ATSV Saarbrücken, sedan med TTC Esslingen i 1 och 2 Bundesliga). 
År 1992 gjorde han comeback och spelade för Kroatien med Zoran Primorac i dubbel i sommar OS.

## Meriter
- Bordtennis-VM
  - 1965 i Ljubljana
    - kvartsfinal dubbel
    - 4:e plats med det jugoslaviska laget

  - 1967 i Stockholm
    - 7:e plats med det jugoslaviska laget

  - 1969 i München
    - kvartsfinal dubbel
    - 3:e plats med det jugoslaviska laget

  - 1971 i Nagoya
    - 3:e plats singel
    - kvartsfinal dubbel
    - 3:e plats med det jugoslaviska laget

  - 1973 i Sarajevo
    - 3:e plats singel
    - 3:e plats dubbel (med Antun Stipančić)
    - kvartsfinal mixed dubbel
    - 6:e plats med det jugoslaviska laget

  - 1975 i Calcutta
    - kvartsfinal singel
    - 2:a plats dubbel (med Antun Stipančić)
    - 2:a plats med det jugoslaviska laget

  - 1977 i Birmingham
    - kvartsfinal singel
    - 3:e plats dubbel (med Antun Stipančić)
    - 8:e plats med det jugoslaviska laget

  - 1979 i Pyongyang
    - 1:a plats dubbel (med Antun Stipančić)
    - 9:e plats med det jugoslaviska laget

  - 1981 i Novi Sad
    - 3:e plats singel
    - 3:e plats dubbel (med Antun Stipančić)
    - 3:e plats mixed dubbel
    - 7:e plats med det jugoslaviska laget

  - 1983 i Tokyo
    - 1:a plats dubbel (med Zoran Kalinić)
    - 9:e plats med det jugoslaviska laget

  - 1985 i Göteborg
    - 6:e plats med det jugoslaviska laget

  - 1993 i Tokyo
    - 35:e plats med det kroatiska laget

- Bordtennis-EM
  - 1964 i Malmö
    - 2:a plats med det jugoslaviska laget

  - 1968 i Lyon
    - 1:a plats singel

  - 1970 i Moskva
    - 1:a plats dubbel (med Antun Stipančić)
    - 2:a plats med det jugoslaviska laget

  - 1972 i Rotterdam
    - kvartsfinal dubbel
    - kvartsfinal mixed dubbel
    - 2:a plats med det jugoslaviska laget

  - 1974 i Novi Sad
    - 3:e plats singel
    - 3:e plats dubbel (med Antun Stipančić)

  - 1976 i Prag
    - 3:e plats dubbel (med Antun Stipančić)
    - 1:a plats med det jugoslaviska laget

  - 1978 i Duisburg
    - 3:e plats dubbel (med Antun Stipančić)

  - 1980 i Bern
    - 2:a plats dubbel (med Antun Stipančić)

  - 1982 i Budapest
    - 1:a plats dubbel (med Zoran Kalinić)
    - 2:a plats mixed dubbel (med Branka Batinić)

  - 1984 i Budapest
    - 3:e plats singel
    - 1:a plats dubbel (med Zoran Kalinić)
    - 3:e plats mixed dubbel (med Branka Batinić)

  - 1986 i Prag
    - 3:e plats dubbel (med Zoran Kalinić)
    - 3:e plats mixed dubbel (med Branka Batinić)

- Europa Top 12
  - 1971 i Zadar: 3:e plats
  - 1972 i Zagreb: 3:e plats
  - 1973 i Böblingen: 2:a plats
  - 1974 i Trollhättan: 5:e plats
  - 1975 i Wien: 4:e plats
  - 1976 i Lybeck: 1:a plats
  - 1977 i Sarajevo: 2:a plats
  - 1978 i Prag: 7:e plats
  - 1979 i Kristianstad: 1:a plats
  - 1980 i München: 8:e plats
  - 1981 i Miskolc: 3:e plats
  - 1984 i Bratislava: 8:e plats
  - 1985 i Barcelona: 7:e plats

- Balkan Championships - guldmedaljer
  - Singel - 1964, 1967, 1968, 1973
  - Dubbel – 1966, 1968, 1972, 1973
  - Mixed dubbel – 1973
  - Lag - 1966, 1967, 1968, 1970, 1973

- Swedish Open Championships
  - Singel - 1973, 1974, (finalist 1981)